# Raszków
Raszków (polskt uttal: [ˈraʂkuf]
 ( lyssna), tyska: Raschkow; 1939–1945: Raschkau) är en mindre stad i Storpolens vojvodskap i centrala Polen. Staden har 2 107 invånare (2021), på en yta av 2,05 km².